# Artacama globosa
Artacama globosa är en ringmaskart som beskrevs av Hartman och Fauchald 1971. Artacama globosa ingår i släktet Artacama och familjen Terebellidae. Inga underarter finns listade i Catalogue of Life.